# Peintures murales d'Irlande du Nord
Les peintures murales d’Irlande du Nord (en anglais, murals) sont un mode d'expression des différentes communautés de la province nord-irlandaise, aussi bien protestante que catholique. Elles abordent des thèmes en lien avec l'histoire et la vie politique, peuvent faire référence à des événements emblématiques des communautés. Occupant généralement un pignon ou un mur entier de maison, ces murales sont souvent peintes sur les périphéries des quartiers républicains catholiques ou loyalistes protestants, marquants ainsi des divisions entre ces ghettos ethniquement homogènes. Elles font ainsi partie intégrante de la culture nord-irlandaise.

## Origines des peintures murales
Les premiers murals, quasi-exclusivement unionistes, sont apparus au début du XXe siècle dans le contexte de lutte contre la Home Rule. Axés sur des symboles traditionnels unionistes comme le roi Guillaume III d'Orange, ces peintures symbolisent la suprématie loyalistes au sein de l'espace public irlandais.
La réalisation des fresques loyalistes faisait partie des festivités chaque année autour de la commémoration de la bataille de la Boyne, le 12 juillet 1690, occasion pour la population protestante de réaffirmer sa loyauté à la Couronne d’Angleterre et sa suprématie sur la population de confession catholique.
Si du côté loyaliste, l’apparition de murals s’est faite dans un contexte commémoratif, du côté républicain, les premières fresques apparaissent dans un contexte de lutte et de censure. Le véritable début des murals républicains est représenté par la fresque "You are now entering Free Derry", marquant la limite du quartier catholique de Bogside. À partir de la fin des années 1970, au moment de la lutte des prisonniers pour un statut politique, les républicains ont commencé à peindre des slogans sur les murs comme moyen de
soutien et de propagande. C'est le début d'une rivalité picturale entre formations protestantes loyalistes et catholiques républicaines.

## Développement de la pratique desmurals

### Du côté loyaliste
Alors que l’évolution politique en Irlande du Nord pendant la période allant de la fin des années 1970 au milieu des années 1980 est propice à l’émergence des peintures murales républicaines, du côté des loyalistes, on assiste à un déclin.
La perte du parlement en 1972 au profit d’une administration directe de Londres entraîne une crise d’identité de leur part. Les peintures en l’honneur de Guillaume d’Orange qui célébraient leur suprématie sur les nationalistes n’ont plus de raison d’être puisqu’ils ont perdu le contrôle de l’Etat. D’autre part, il leur est difficile de s’opposer à la couronne britannique sans mettre à mal leur loyauté.
Pourtant, l’accord anglo-irlandais signé en novembre 1985 entraîne une très forte réaction des leaders politiques unionistes en même temps qu'une réactivation des groupes paramilitaires loyalistes et une résurgence des peintures murales notamment militaristes. Ces fresques sont souvent directement commandées par les groupes paramilitaires concernés, comme l’Ulster Volunteer Force ou l’Ulster Defence Association. Ces murals ont aussi pour but de marquer les territoires des différentes organisations loyalistes rivales.
Les thèmes militaristes bien que majoritaires n’ont pas été les seuls abordés chez les loyalistes. Leur crise d’identité s’est caractérisée par une recherche d’un passé, d’une culture que l’on va retrouver dans les thèmes abordés dans les murals : la lutte contre la Home Rule, la bataille de la Somme, le défilé de Drumcree, les présidents des États-Unis d’origine écossaise d’Ulster ou encore la famille royale. Les murals loyalistes reprennent donc, dans leur quasi-totalité, des thèmes identitaires ; l'expression mémorielle et culturelle n'étant qu'accessoire.

Mural de l’Ulster Volunteer Force. Carnhill Walk, Castlemara Estate, Carrickfergus, 2004.
Reproduction de la statue d’Edward Carson qui se trouve dans l’allée menant au parlement nord irlandais (Stormont) et défilé des soldats de la 36e division d’Ulster qui se sont battus à la Bataille de La Somme en juillet 1916. Newtownabbey, Antrim. 2002.
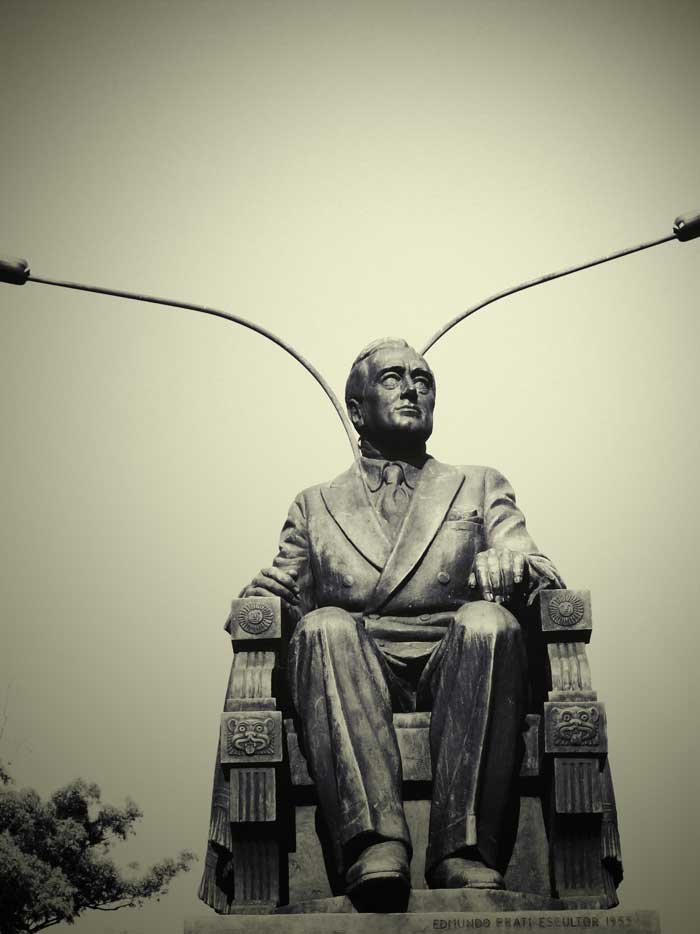
Frankin Delano Roosevelt, 32e président des États-Unis, 1901-1904. « Mes ascendants étaient des hommes qui avaient suivi Cromwell et qui participèrent à la défense de Derry et aux victoires d’Aughrim et de la Boyne. » The Fountain, Derry. 2002.

### Du côté républicain
Les républicains ont rapidement diversifié les thèmes abordés sur les murals. Dans un premier temps, les murs ont permis de contrer la censure (en période électorale par exemple). En effet, durant le conflit nord-irlandais, les reporters de la télévision britannique et internationale ont l’interdiction de diffuser des interviews de personnalités républicaines, mais ces derniers se tiennent souvent devant les fresques politiques colorées et évocatrices d’Irlande du Nord pendant leurs reportages. Les muralistes républicains y voient donc l’occasion de transmettre à l'international leur message tout en contrant la censure du gouvernement britannique.
[1] Goalwin, « The Art of War », p. 199.
À côté de quelques fresques militaristes, une grande partie des murals a permis de faire connaître le sentiment des républicains sur les divers évènements qui se sont succédé pendant les années de troubles. Les fresques no 2 et 3 de la galerie, ci-dessous, ont été beaucoup filmées pour des reportages par des équipes de la télévision britannique mais aussi du monde entier après les cessez-le-feu successifs de l’IRA provisoire.
A la différence du camp loyaliste, les thèmes des œuvres républicaines sont plus diversifiés. Si l'identité reste le thème principal, les peintures sont également consacrées à la mémoire et à la culture, et même à des domaines absents chez les unionistes, comme la solidarité internationale (faisant notamment référence aux revendications nationalistes basques et palestiniennes) ou les enjeux électoraux. Cela illustre la régression du sentiment purement identitaire au sein de la communauté catholique.

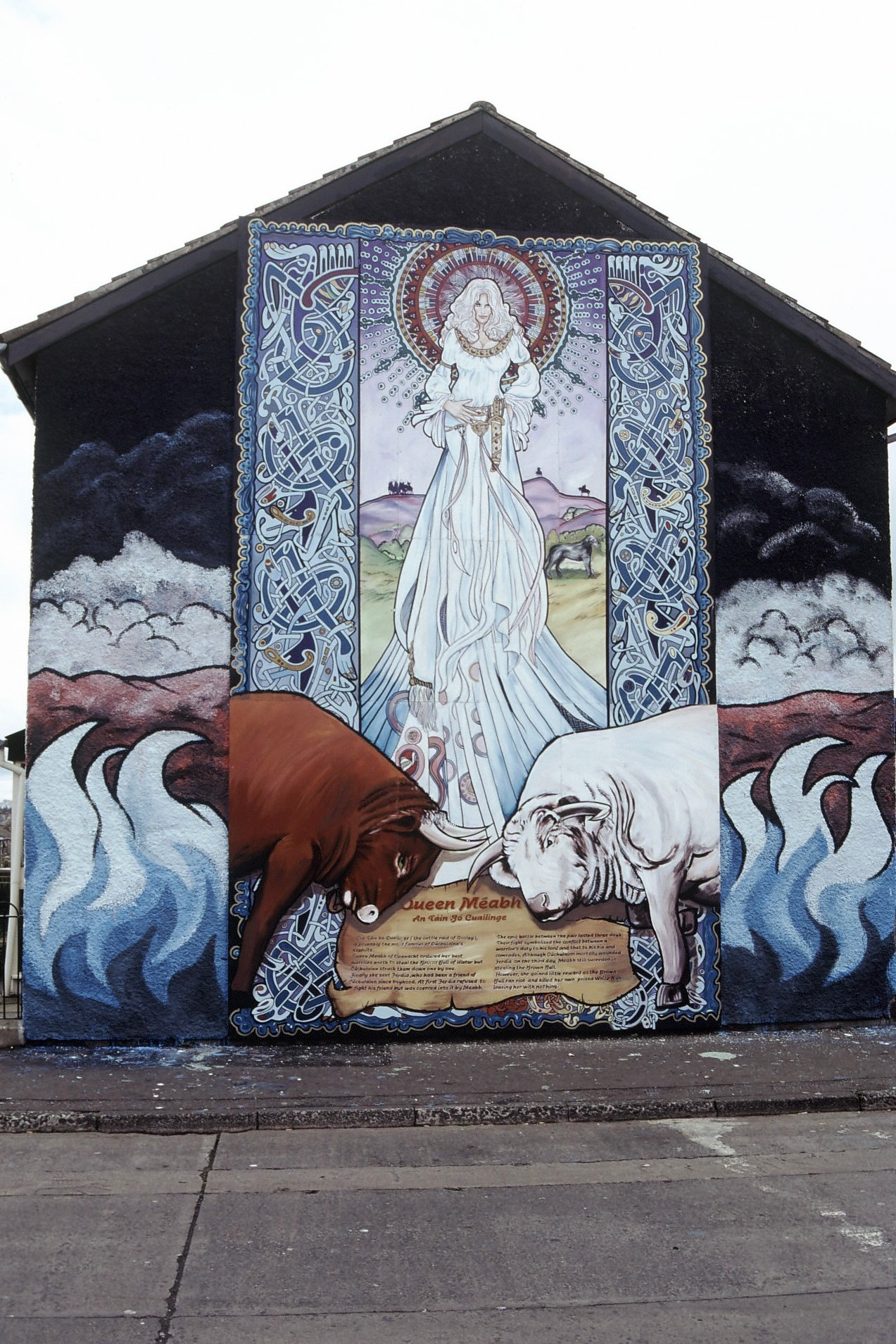
La reine Maeve. Ardoyne, North Belfast. 2002.

## Évolution
Après, l’accord dit « du Vendredi Saint », les fresques militaristes des quartiers loyalistes ont commencé à disparaître souvent à la demande des habitants pour laisser apparaître des murals ayant pour sujet des figures locales sans lien avec l’actualité politique comme George Best, le Titanic (construit dans les chantiers navals de Belfast) ou encore des fresques historiques.
Chez les républicains, si l’on exclut l’International Wall à Belfast qui est régulièrement recouvert de nouveaux murals, l’entrée de Sinn Féin dans un processus démocratique a eu pour effet de ralentir les murals à caractère revendicatif pour laisser place à des fresques commémoratives qui permettent de garder le lien avec l’IRA provisoire et les luttes passées comme la grève de la faim de 1981, dont le premier homme à mourir fut Bobby Sands.
Ces peintures murales Nord-Irlandaises font l'objet de visites guidées menées par d'anciens militants, à Belfast et Londonderry.
De manière générale, les murals revendicatifs tendent à disparaître des zones mixtes et touristiques, plus favorisées, mais continuent d'exister au cœur des quartiers communautarisés et défavorisés. A Belfast, alors que le centre-ville présente une image plus pacifique et apaisée, l'est catholique et l'ouest protestant compte encore de nombreux murals aux thèmes belliqueux. Cette division géographique recoupe le clivage socio-économique : à Belfast, les murals, qu'ils soient unionistes ou républicains, sont regardés de manière plus favorable par les classes populaires.

Tout un mur est consacré à l’Histoire des protestants d’Ulster. Thorndyke Street, East Belfast. 2006.

## Les Artistes du Bogside

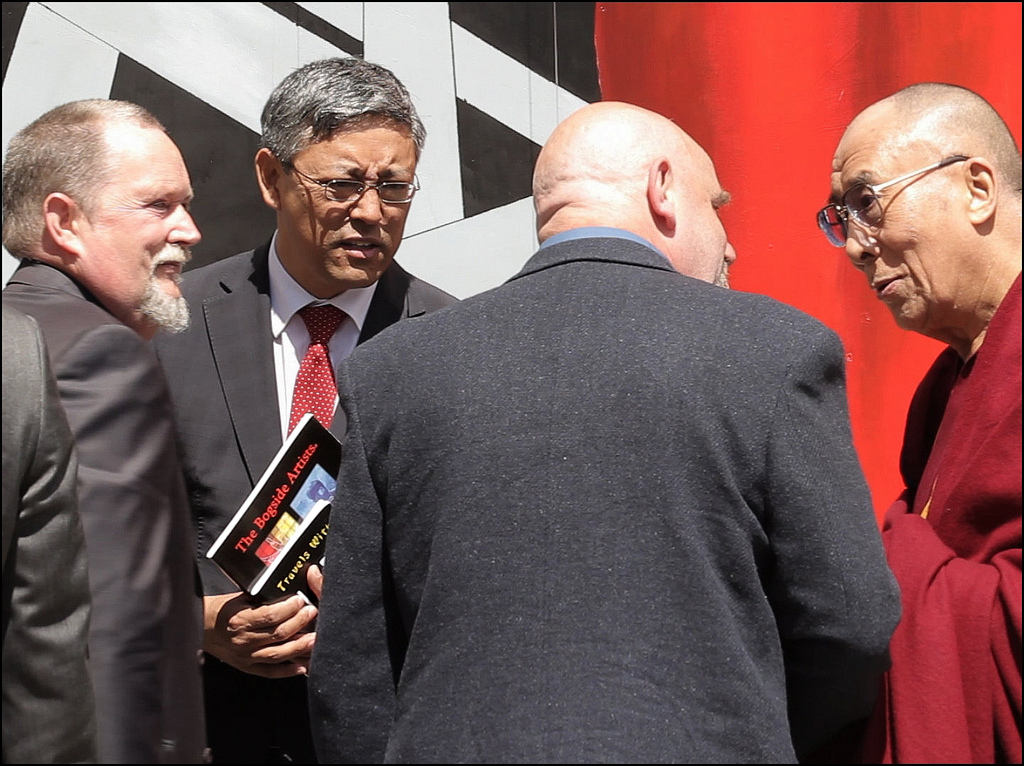
Tseten Samdup Chhoekyapa et le Dalaï Lama en 2012 avec 2 des Bogside Artists lors du dévoilement d'une de leurs peintures murales à Maribor.

Les murals des Bogside Artists (en) tiennent une place particulière dans le paysage nord irlandais.
Les Bogside Artists, Kevin Hasson, Tom et William Kelly ont commencé à peindre dans le
quartier du Bogside en 1994.
Ce qui les différencie des autres muralistes irlandais est leur indépendance vis-à-vis des groupes politiques et paramilitaires.
Le financement de leurs premières fresques s’est uniquement fait par donations des habitants du quartier. Plus récemment, ils ont réussi à obtenir quelques subventions à travers les fonds
européens pour la paix. Ils ont à ce jour réalisé onze murals dans le Bogside à Derry. Ils ont appelé leur œuvre, la Galerie du Peuple (The People’s Gallery). Les artistes peuvent aussi être anonymes.